# 矢倉沢往還
矢倉沢往還（やぐらざわおうかん）は、江戸時代に整備された街道で、江戸城の赤坂門（赤坂見附）から相模国、足柄峠を経て駿河国沼津宿を結び、東海道の脇往還としても機能していた。
江戸から大山への参詣道として使われ「大山街道」、「大山道」、厚木街道などとも呼ばれた。
現在は、ほぼこの旧往還に沿って青山通り・国道246号が通っている。

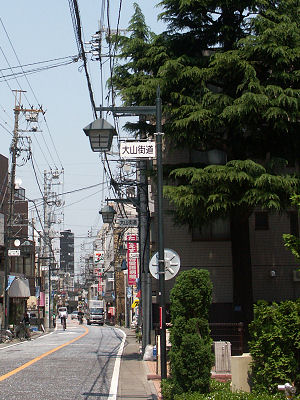
今も「大山街道」と呼ばれ親しまれている旧道（旧二子宿、2006年 5月25日撮影）

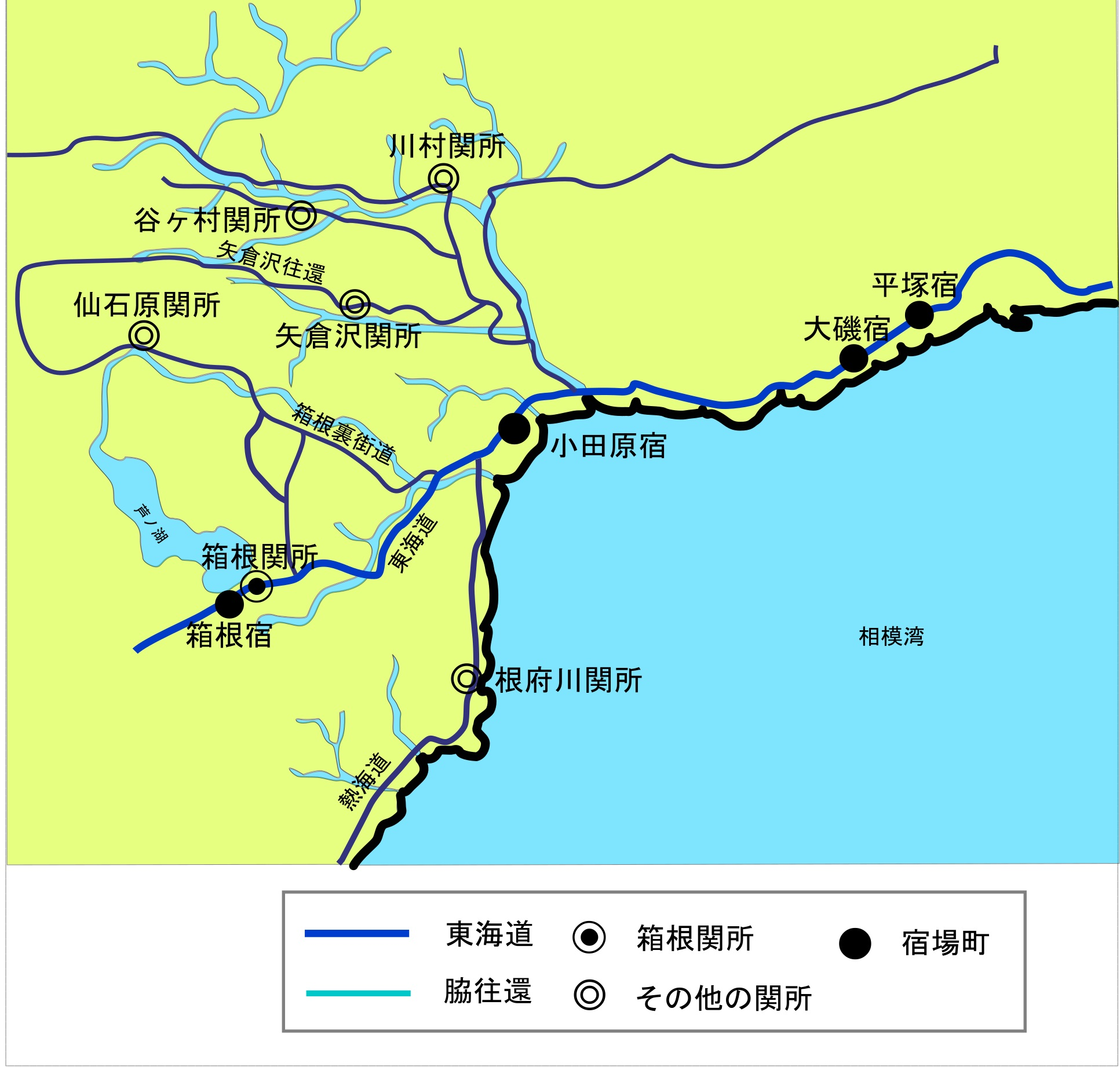
矢倉沢往還と箱根関。

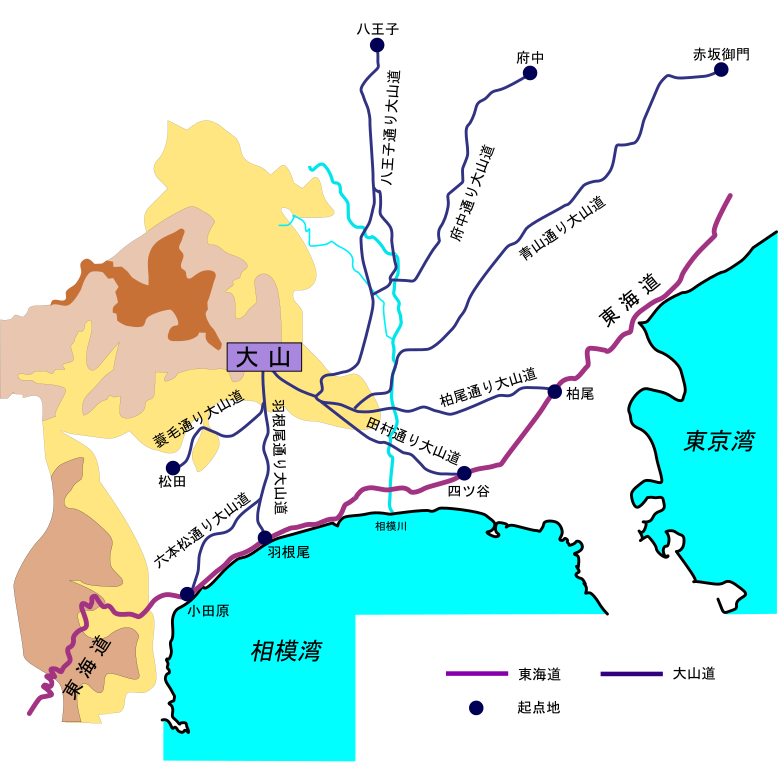
大山道（主要8道）。

## 歴史
律令時代には駿河国と相模国を結ぶ東海道の本道にあたり、「足柄道」（あしがらどう）または「足柄路」（あしがらじ）と呼ばれていた。万葉集に収録された防人の歌にも登場することから、8世紀頃には東国と畿内を結ぶ主要道として歩かれていた様子がうかがえる。富士山の延暦噴火（800-802年）で一時通行が困難になり、復旧までは代替として箱根路を整備して用いた。
その後は鎌倉時代に湯坂道（鎌倉古道のひとつ。江戸時代以降は東海道の本道になる。箱根路とも）が開かれるまで官道として機能していた。建武2年12月（1336年1月）にはこの街道筋で箱根・竹ノ下の戦いが行われ、敗走した新田義貞を追って足利尊氏が鎌倉から京都へ攻め上がる経路となった。
江戸時代には、東海道の脇往還として機能していった矢倉沢往還には箱根の関所と同等位の矢倉沢関所があった。天正18年（1590年）に関所が設置され、駿河国への通行人を検閲した。箱根関所の北には矢倉沢往還が通る矢倉沢の他、その北側の川村・谷ヶ村、及び南側の仙石原に関所が置かれ、ここでは女人の通行は小田原領内婦女子のみが領主の家老証文によって通過が許可され、武具や夜間を通過禁止とし通行を取り締まった。

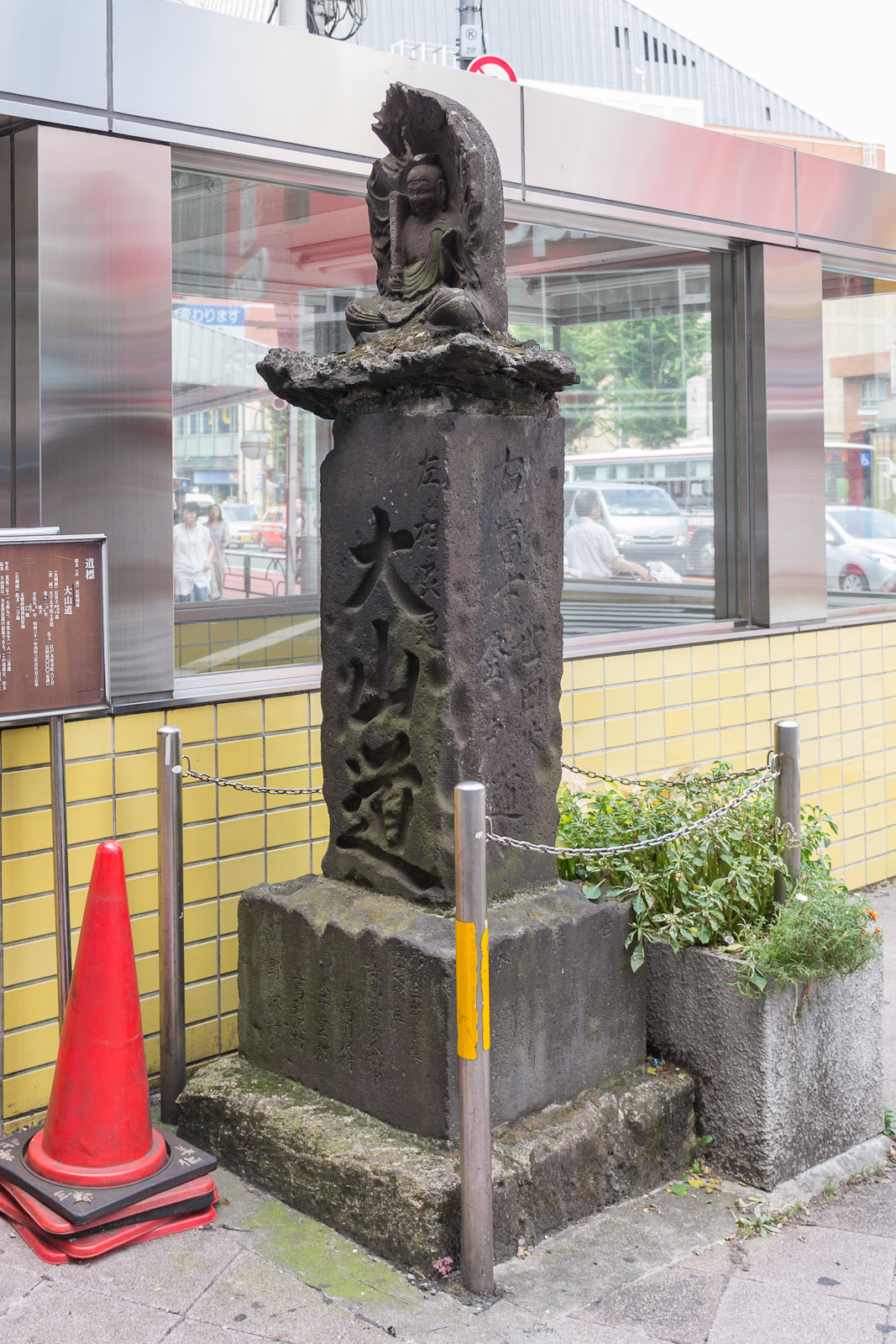
大山道の道標。世田谷区三軒茶屋

江戸時代中期以降になると大山講が盛んになり、またの名を雨降山（あふりやま）とも呼ばれた大山への参詣者が急増したと言われる。そのとき、宿駅などが整備されていた矢倉沢往還が江戸からの参詣道として盛んに利用されたことから、「大山街道」（おおやまかいどう）、「大山道（青山通り大山道）」（おおやまみち）とも呼ばれるようになり、現在も神奈川県内の旧道などにはその名が定着している。
(但し、大山街道（大山道）と呼ばれる道は、現在の国道129号→国道16号→東京都道59号八王子武蔵村山線を介し、埼玉県熊谷市方面にまで伸びている道をはじめ、他の大山街道の事も指す為注意が必要である。）
「矢倉沢」（やぐらざわ）の地名は現在の神奈川県南足柄市の足柄峠付近に残っており、この辺りではかつての街道筋を「足柄古道」（あしがらこどう）として整備されているが、他の神奈川県内の区間は大正時代になると県道1号線に指定され、後に国道246号となり、幹線道路として拡幅やバイパス設置等の整備が進んだことから、一部の地域を除き往時の面影を辿るのは困難になっている。また、1969年までには東名高速道路と首都高速3号渋谷線がこの街道に概ね沿って開通し、日本の東西交通で重要な役割を持つルートとして利用され続けている。

## 地理

### 平安時代のルート
足柄峠 - 関本 - 松田 - 波多野（秦野市） - 糟屋（伊勢原市） - 小野（厚木市） - 金田の渡し（相模川） - 入谷（海老名市） - 新開 - 鶴間（大和市） - 五貫目（横浜市瀬谷区） - 店屋（町田市） - 豊島（谷中墓地周辺か）

### 主な宿場

#### 人馬継ぎ立場（江戸時代）
- 三軒茶屋（世田谷区）
- (用賀(世田谷区)[6])
- 二子・溝口（川崎市高津区、1669年（寛文9年）宿駅設置）
- 荏田（横浜市青葉区）
- 長津田（横浜市緑区）
- (大ヶ谷(町田市)[6][7])
- 下鶴間（大和市）
- 国分（海老名市）
- 厚木（厚木市）
- 伊勢原（伊勢原市）
- 曽屋（秦野市）
- 千村（秦野市）
- 松田惣領（松田町）
- 関本（南足柄市）
- 矢倉沢（南足柄市）
- 竹ノ下（小山町）

### 峠
- 善波峠（神奈川県伊勢原市・秦野市） 標高220メートル
- 足柄峠（神奈川県南足柄市・静岡県小山町） 標高736メートル

## 参考資料
- 川崎歴史ガイド「大山街道」、川崎市文化財団、1982年（昭和57年）。
- 「近世神奈川の主要道と矢倉沢往還（大山街道）」、大山街道ふるさと館。
- 大山阿夫利神社『相模大山街道』大山阿夫利神社、1987年。
- 「ホントに歩く大山街道」、中平龍二郎著、2007年

- 伊勢原市『広報　いせはら946（平成21年7月1日）』、伊勢原市、2009年。
- 渡辺和敏「近世関所の諸形態」『法政史学』第23巻、法政大学史学会、1971年、17-26頁。